# کماران والی
کماران والی (به انگلیسی: Kumaranwali) یک روستا در پاکستان است که در پنجاب واقع شده‌است.